# Michel Salesse
Michel Jean Frédéric Salesse (ur. 3 stycznia 1955 w Algierze) – francuski szermierz, szpadzista. Dwukrotny medalista igrzysk olimpijskich i mistrzostw świata.
Walczył lewą ręką. Po przebyciu w dzieciństwie polio jego prawa ręka nie była w pełni sprawna. 
Na igrzyskach olimpijskich w Moskwie w 1980 roku reprezentacja Francji w składzie: Philippe Boisse, Hubert Gardas, Philippe Riboud, Patrick Picot i Michel Salesse zdobyła drużynowo złoty medal. Brał również udział w igrzyskach olimpijskich w Los Angeles w 1984 roku, gdzie Philippe Boisse, Jean-Michel Henry, Olivier Lenglet, Philippe Riboud i Michel Salesse zajęli drugie miejsce w zawodach drużynowych. W obu przypadkach nie startował w turniejach indywidualnych.
Podczas mistrzostw świata w Rzymie w 1982 roku wspólnie z Olivierem Lengletem, Philippe'em Boisse i Philippe'em Riboud wywalczył złoty medal drużynowo. Wynik ten powtórzył na rozgrywanych rok później mistrzostwach świata w Wiedniu.